# Авіація Першої світової війни

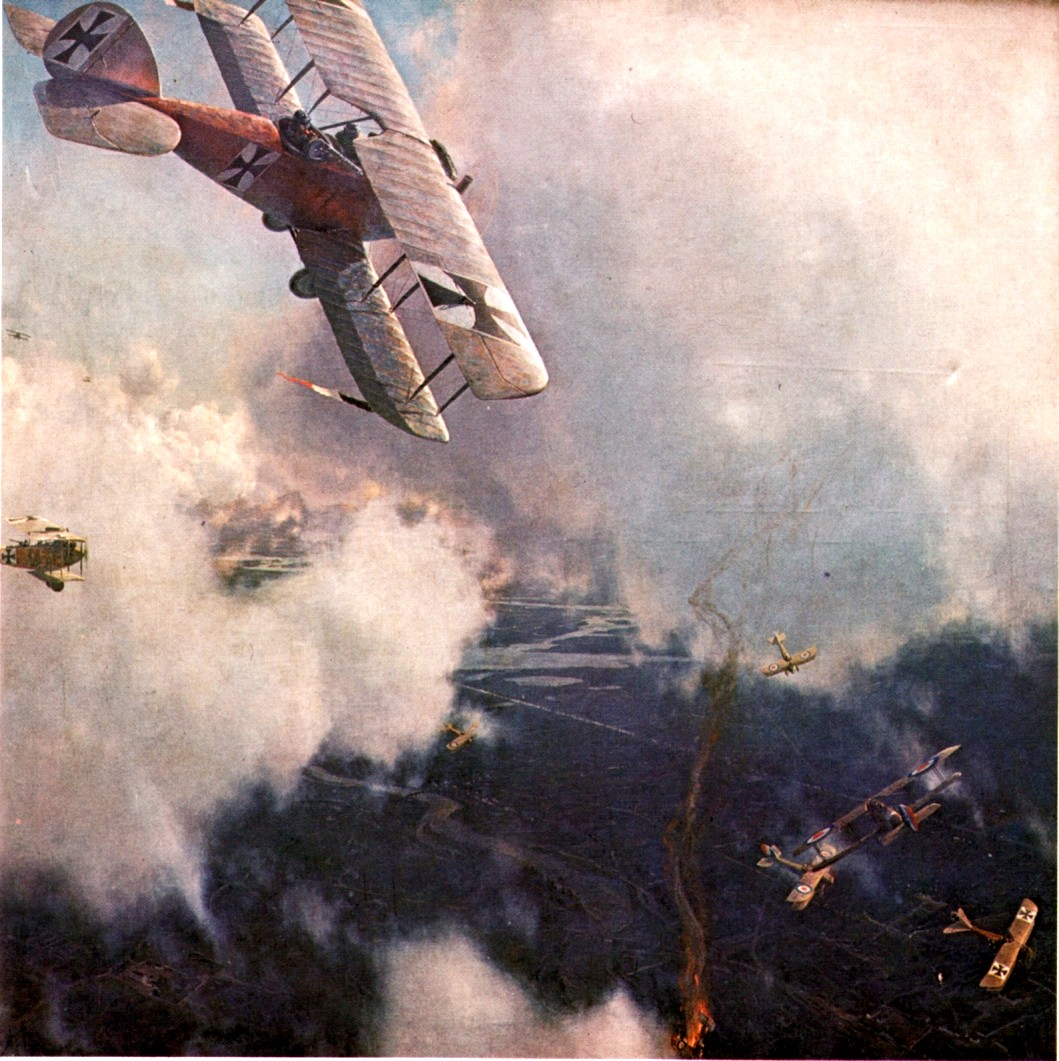
Повітряний бій.

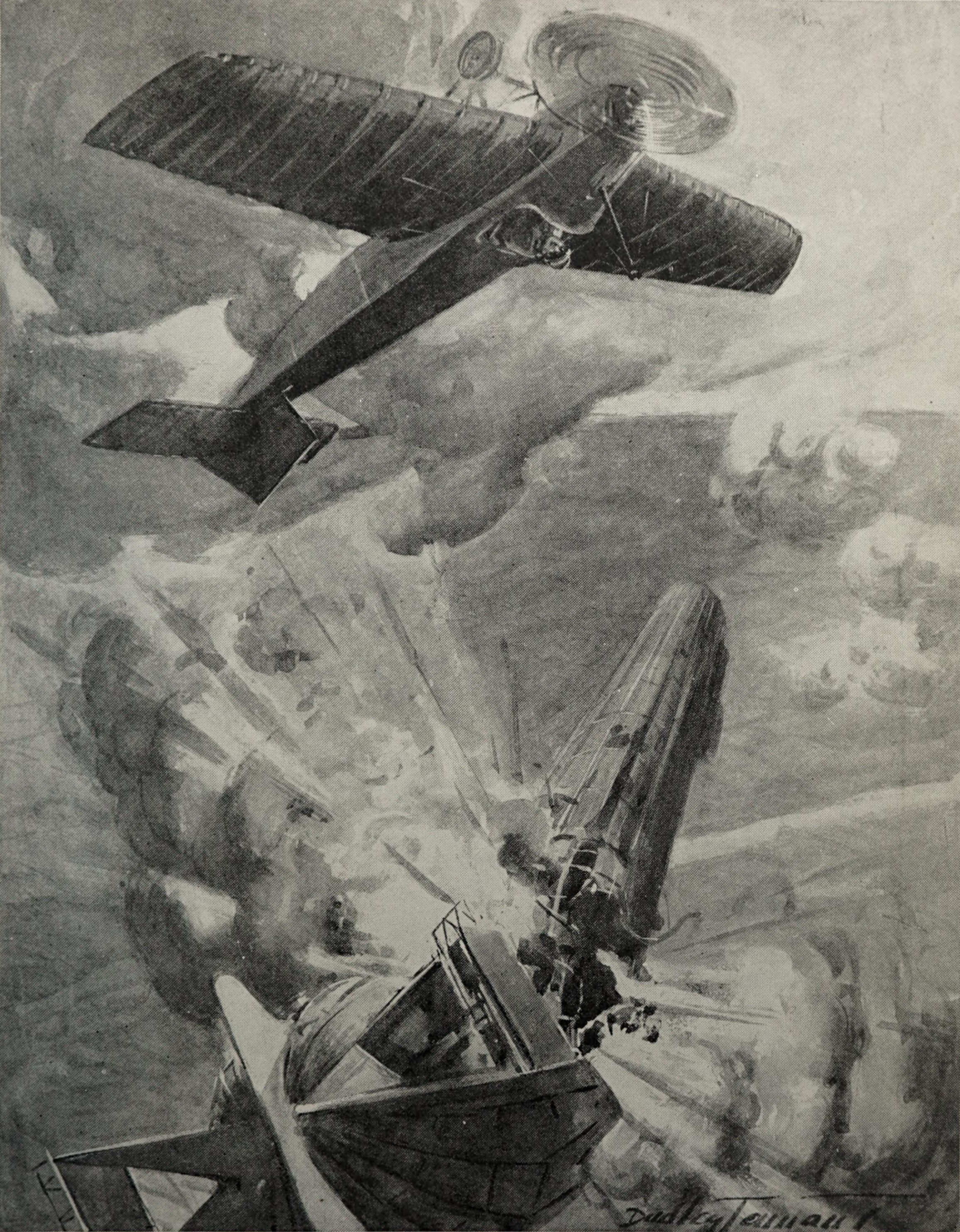
«Подвиг лейтенанта Уорнефорда»: Morane-Saulnier L збиває LZ 37.

Авіація Першої світової війни — повітряні війська (сили) збройних сил держав, що застосовувалися протягом всього ходу війни на всіх фронтах.
Відмінними рисами була порівняна архаїчність конструкцій апаратів і швидке їх удосконалення. Під час війни авіація була представлена дирижаблями, літаками і повітряними кулями.

## Застосування
У Першій світовій війні авіація застосовувалася для досягнення трьох цілей: розвідки, бомбардування та знищення авіації противника. Провідні світові держави домоглися великих результатів у веденні бойових дій за допомогою авіації.

## Авіація Центральних Держав

### Авіація ЗС Німецької імперії
Авіація повітряних сил Німеччини — друга за чисельністю авіація в світі на початок Першої світової війни. Нараховувала близько 220—230 літаків. Але між тим варто відзначити, що це були застарілі літаки типу «Таубе», авіації надавалася роль транспортних засобів (тоді літаки могли перевозити 2 — 3 осіб). Витрати на неї в німецькій армії становили 322 тисячі марок.
Під час війни німці проявили велику увагу до розвитку своїх повітряних сил, одними з перших оцінивши той вплив, який війна в повітрі робить на війну на землі. Німці прагнули забезпечити собі перевагу в повітрі за рахунок максимально швидкого впровадження в авіацію технічних нововведень (наприклад, літаків-винищувачів) і в певний період з літа 1915 року по весну 1916 року практично утримували панування в небі на фронтах.
Велика увага також приділялася німцями стратегічним бомбардуванням. Німеччина була першою країною, яка застосувала військово-повітряні сили для нападу на стратегічні тили противника (заводи, населені пункти, морські гавані). З 1914 року, спочатку німецькі дирижаблі а потім — багатомоторні бомбардувальники регулярно проводили бомбардування тилових об'єктів Франції, Великої Британії та Росії.
Значну ставку Німеччина зробила на жорсткі дирижаблі. За час війни було побудовано більше 100 жорстких повітряних кораблів конструкції Цепеліна і Шютт-Ланца. До війни німці в основному планували застосовувати дирижаблі для авіарозвідки, але швидко виявилося, що над сушею і в денний час дирижаблі надто вразливі.
Основною функцією важких дирижаблів стало морське патрулювання, розвідка на морі в інтересах морського флоту і далекі нічні бомбардування. Саме дирижаблі Цепеліна вперше втілили в життя доктрину далеких стратегічних бомбардувань, здійснюючи нальоти на Лондон, Париж, Варшаву та інші тилові міста Антанти. Хоча ефект застосування, виключаючи окремі випадки, був в основному моральним, заходи по затемненню, повітряні тривоги істотно порушили роботу не готової до такого промисловості Антанти, а необхідність організації протиповітряної оборони (ППО) призвела до відвернення сотень літаків, зенітних гармат, тисяч солдатів від лінії фронту.
Тим не менш, поява в 1915 році запалювальних куль, що дозволяють ефективно вражати наповнені воднем цепеліни, в підсумку призвело до того, що з 1917 року, після великих втрат у фінальних стратегічних нальотах на Лондон, дирижаблі стали використовуватися тільки для морської розвідки.

### Авіація Австро-Угорської імперії
З усіх країн-учасниць світової війни австро-угорські повітряні сили були одними з найслабших.

### Авіація Османської імперії
З усіх воюючих держав, авіація Османської імперії була найслабшою. Хоча турки почали розвивати бойову авіацію 1909 року, технічна відсталість та слабкість промислової бази імперії призвели до того, що Першу світову війну Туреччина зустріла з досить невеликими військово-повітряними силами. Після вступу у війну турецький авіапарк поповнився більш сучасними німецькими літаками. Піку свого розвитку — 90 машин в строю і 81 пілотів— турецькі військово-повітряні сили (ВПС) досягли в 1915 році.
Авіабудування в Туреччині було відсутнє, весь парк машин забезпечувався поставками з Німеччини. Близько 260 аеропланів було поставлено з Німеччини до Туреччини за 1915-1918 роки; крім того, відновлювалася і використовувалася деяка кількість трофейних машин.
Незважаючи на слабкість матеріальної частини, турецькі ВПС показали себе досить ефективно під час Дарданельскої операції і в боях в Палестині. Але з 1917 року, надходження на фронт у великих кількостях нових винищувачів англійців і французів та виснаження ресурсів Німеччини призвели до того, що турецькі ВПС були практично виснажені. Спроби змінити положення робилися в 1918 році, але не завершилися через революцію.

## Авіація Антанти

### Авіація Російської імперії
На момент початку Першої світової війни Росія мала найбільший повітряний флот в світі з 263 літаків. При цьому авіація знаходилася у стадії формування. В 1914 році Росія та Франція виготовили приблизно однакову кількість літаків та були першими з випуску аеропланів серед країн Антанти в цьому році, проте все ж відставали від Німеччини по цьому показнику в 2,5 рази. Проте тут один із законів діалектики дав тріщину: кількісна перевага не переросла в якісну, матеріальна частина була сильно зношена, підрозділи виступили на фронт з аеропланами та двигунами, що експлуатувалися вже протягом двох років. Транспортні засоби (обози) були повністю не пристосованими для перевезення авіаційного майна, а вантажних автомобілів не вистачало, що негативно проявилося у перші місяці маневрової війни.
До 14 липня у військах було 4 «Іллі Муромця», єдиних у світі на той момент серійних багатомоторних літаків. Всього ж за час війни було випущено 85 одиниць цього першого в світі важкого бомбардувальника. Тим не менш, незважаючи на окремі прояви інженерного мистецтва, військово-повітряні сили Російської імперії поступалися німецьким, французьким і британським, а з 1916 року — ще й італійським та австрійським. Основною причиною відставання став поганий стан справ з виробництвом авіамоторів і брак авіаінженерних потужностей. До самого кінця війни країна не змогла налагодити серійне виробництво винищувача власної моделі, вимушена бала виготовляти за ліцензією іноземні (часто застарілі) зразки.
За кількістю своїх дирижаблів Росія займала в 1914 році третє місце в світі (після Німеччини та Франції), але її парк кораблів легше повітря був в основному представлений застарілими моделями. Кращі російські дирижаблі Першої світової були побудовані за кордоном. У кампанії 1914—1915 років російським дирижаблям вдалося провести лише один бойовий виліт, після чого, у зв'язку з технічним зносом та неможливістю для промисловості забезпечити армію новими дирижаблями, роботи з керованого повітроплавання були згорнуті.
Також Російська імперія стала першою країною у світі, яка застосувала авіаматки. На початок війни було 5 таких кораблів в строю флоту[джерело?].

### Авіація Великої Британії
Велика Британія була першою країною, що виділила свій військово-повітряний флот в окремий рід військ, не підконтрольних армії чи флоту. Королівські Військово-Повітряні Сили (англ. Royal Air Force (RAF)) були сформовані 1 квітня 1918 року на базі попереднього Королівського льотного корпусу (англ. Royal Flying Corps (RFC)).
Велика Британія зацікавилася перспективою застосування літальних апаратів на війні ще в 1909 році і досягла в цьому значних успіхів (хоча і дещо відставала в цей час від визнаних лідерів — Німеччини і Франції). Так, вже в 1912 році фірма «Віккерс» розробила експериментальний літак-винищувач, озброєний кулеметом. «Vickers Experimental Fighting Biplane 1» був продемонстрований на маневрах в 1913 році, і хоча в той час військові зайняли вичікувальну позицію, саме ці роботи лягли в основу першого в світі аероплана-винищувача Vickers F.B.5, що піднявся в повітря в 1915 році.
До початку війни, всі британські ВПС були організаційно зведені в Королівський льотний корпус, що поділявся на морську і армійську гілки. У 1914 році, RFC складався з 5 ескадронів, які налічували в сумі близько 60 машин. За час війни, їх кількість різко зросла і до 1918 року RFC складався з більш ніж 150 ескадронів і 3 300 аеропланів, ставши в результаті найбільшими на той момент ВПС світу.
В ході війни, RFC вирішував різноманітні завдання, від повітряної розвідки і бомбардування до закидання шпигунів за лінію фронту. Льотчики RFC стали першовідкривачами багатьох галузей застосування авіації, як-то перше застосування спеціалізованих винищувачів, перше аерофотографування, штурм позицій противника в підтримці військ, закидання диверсантів і захист власної території від стратегічних бомбардувань.
Британія стала також єдиною крім Німеччини країною, що активно розвивала авіапарк дирижаблів жорсткого типу. Ще в 1912 році у Великій Британії був побудований перший жорсткий дирижабль R.1 «Mayfly», але через пошкодження при невдалому виведенні з елінгу він так ніколи і не піднявся в повітря. Під час війни, в Британії було побудовано значну кількість жорстких дирижаблів, але з різних причин їх військове застосування почалося лише в 1918 році і було надзвичайно обмеженим (дирижаблі використовувалися лише для протичовнового патрулювання і мали лише одне зіткнення з противником).
З іншого боку, британський парк м'яких дирижаблів (станом на 1918 рік їх налічувалося більше 50) використовувався досить активно для протичовнового патрулювання та супроводження конвоїв, і мав значні досягнення у боротьбі з німецькими субмаринами.

### Авіація Франції
Французька авіація показала себе з кращого боку. Більша частина винаходів, які поліпшили конструкцію винищувача, була зроблена французькими льотчиками. Вони приділяли основну увагу відпрацюванню тактичних дій авіації, і в основному зосереджували свою увагу на протистоянні німецьким ВПС на фронті.
Стратегічні бомбардування в роки війни французька авіація не здійснювала. Відсутність придатних для експлуатації багатомоторних літаків стримувало нальоти на стратегічні тили Німеччини (як і необхідність зосереджувати конструкторські ресурси на виробництві винищувачів). Крім того, французьке двигунобудування на початку війни дещо відставало від кращого світового рівня. До 1918 року французи створили кілька видів важких бомбардувальників, включаючи дуже вдалий Farman F. 60 Goliath, але застосувати їх у діях не встигли.
На початку війни, Франція володіла другим за обсягом парком дирижаблів в світі, але за якістю він поступався німецькому: французи не мали на озброєнні жорстких дирижаблів, подібних цепелінам. У 1914—1916 роках, дирижаблі досить активно використовувалися для розвідувальних і бомбардувальних операцій, але їх незадовільні льотні якості привели до того, що з 1917 року всі кероване повітроплавання було зосереджено тільки в військово-морському флоті на патрульній службі.

### Авіація Італії
Хоча до війни італійська авіація не значилася в списку найсильніших, за час конфлікту з 1915 по 1918 рік вона пережила бурхливий зліт. Це було значною мірою зумовлене географічною особливістю театру військових дій, коли позиції основного противника (Австро-Угорщини) були відокремлені від Італії важкоздоланним, але порівняно вузьким бар'єром Адріатики.
Італія також стала першою після Російської імперії країною, що масово застосувала в бойових діях багатомоторні бомбардувальники. Тримоторний Caproni Ca.3, що вперше піднявся в повітря в 1915 році, став одним з кращих бомбардувальників тієї епохи, він був побудований більш ніж в 300 одиницях, і виготовлявся за ліцензією у Великій Британії і США.
У роки війни, італійці також активно застосовували для бомбардувальних операцій дирижаблі. Слабка захищеність стратегічних тилів Центральних Держав сприяла успіхам подібних нальотів. На відміну від німців, італійці робили ставку на невеликі висотні м'які і напівтверді дирижаблі, що поступалися цепелінам в дальності і бойовому навантаженні. Так як австрійська авіація, в цілому, була досить слабка і до того ж розосереджена по двох напрямах, італійські апарати застосовувалися до 1917 року.

### Авіація Сполучених Штатів
Через те, що Сполучені Штати довгий час залишалися в стороні від війни, їх військово-повітряні сили розвивалися повільніше. В результаті, до моменту вступу Сполучених Штатів у світову війну в 1917 році, їх військово-повітряні сили істотно поступалися авіації інших учасників конфлікту і приблизно відповідали за технічним рівнем стану на 1915 рік. Більшість наявних літаків було розвідувальними або «загального призначення», були відсутні винищувачі і бомбардувальники, здатні брати участь у повітряних боях на Західному фронті.
Щоб якомога швидше вирішити проблему, армія США розгорнула інтенсивне виробництво ліцензійних моделей британських, французьких та італійських фірм. В результаті, коли в 1918 році на фронті з'явилися перші американські ескадрильї, вони літали на машинах європейських конструкторів. Єдиними аеропланами, спроектованими в Америці та такими. що брали участь у світовій війні, виявилися двомоторні літаючі човни фірми Curtiss, що відрізнялися відмінними для свого часу льотними характеристиками та інтенсивно використовувалися в 1918 році для протичовнових патрулів.

## Впровадження нових технологій

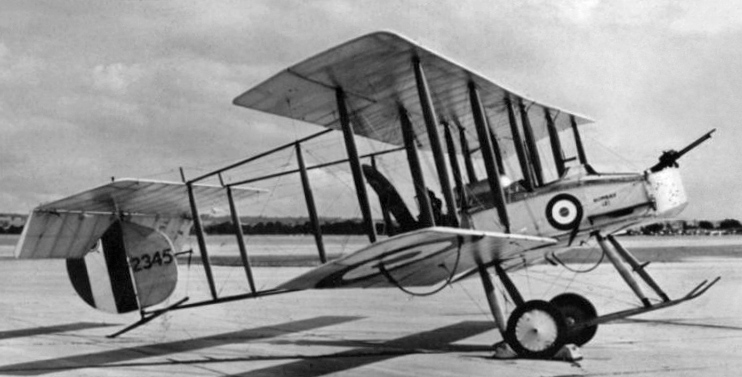
Vickers F.B.5. — перший в світі винищувач.

У 1914 році всі країни світу вступили у війну з літаками без усілякого озброєння за винятком особистої зброї пілотів (гвинтівка або пістолет). По мірі того, як авіаційна розвідка все дужче починала позначатися на ході бойових дій на землі, виникла необхідність у зброї, здатній запобігати спробам противника проникнути в повітряний простір. Швидко з'ясувалося, що вогонь з ручної зброї в повітряному бою практично даремний.
На початку 1915 року, англійці і французи почали першими ставити кулеметне озброєння на літаки. Так як повітряний гвинт заважав обстрілу, спочатку кулемети ставили на машини з штовхаючим гвинтом, розташованим ззаду і який не перешкоджав веденню вогню в носовій півсфері. Першим винищувачем у світі став британський Vickers F. B. 5, спеціально побудований для повітряного бою за допомогою закріпленого на турелі кулемета. Тим не менш, особливості конструкції літаків з штовхаючим гвинтом в той час не дозволяли розвивати досить високих швидкостей, і перехоплення швидкохідних розвідників було дуже складним.
Через деякий час, французи запропонували вирішення проблеми стрільби через гвинт: металеві накладки на нижні частини лопатей. Кулі, що потрапляють в накладки, відбивалися не пошкоджуючи дерев'яного пропелера. Це рішення виявилося не більш ніж задовільним: по-перше, боєприпас швидко витрачався даремно через попадання частини куль в лопаті гвинта, по-друге, удари куль все ж поступово деформували пропелер. Тим не менш, за рахунок таких тимчасових заходів, авіації Антанти вдалося на деякий час отримати перевагу над Центральними Державами.
1 квітня 1915 року сержантом Гарро на винищувачі Morane-Saulnier L вперше був збитий літак кулеметом, що стріляв через гвинт літака, що обертався. Не пошкодити при цьому гвинт дозволили металеві відбивачі, встановлені на літак Гарро після візиту фірми Моран-Солнье. До травня 1915 року фірма «Фоккер» розробила вдалу версіюсинхронізатора. Цей пристрій дозволяв вести вогонь через гвинт літака: механізм дозволяв кулемета вистрілити тільки тоді, коли перед дулом не було лопаті. Синхронізатор вперше встановили на винищувач Fokker E.I.
Поява ескадрилій німецьких винищувачів влітку 1915 року виявилося для Антанти повною несподіванкою: всі її винищувачі мали застарілу схему і поступалися апаратам Фоккера. З літа 1915 року по весну 1916 року, німці домінували в небі над Західним фронтом, забезпечивши собі суттєву перевагу. Це положення стали називати «Біч Фоккера».
Тільки влітку 1916 року, Антанті вдалося відновити становище. Надходження на фронт легких маневрених біпланів англійських і французьких конструкторів, що переважали в маневреності ранні винищувачі Фоккера, дозволило змінити хід війни у повітрі на користь Антанти. Спочатку Антанта мала проблеми з синхронізаторами, тому зазвичай кулемети винищувачів Антанти того часу розміщувалися над пропелером, у верхньому біпланному крилі.
Німці відповіли появою нових винищувачів-біпланів Albatros D. II в серпні 1916 року, і Albatros D. III в грудні, що мали обтічний фюзеляж типу напівмонокок. За рахунок більш міцного, легкого та обтічного фюзеляжу, німці надали своїм машинам кращі льотні характеристики. Це дозволило їм знову отримати значну технічну перевагу, і квітень 1917 року увійшов в історію як «кривавий квітень»: авіація Антанти знову почала нести тяжкі втрати.
За квітень 1917, англійці втратили 245 літаків, 211 льотчиків були вбиті або зникли безвісти, а 108 були захоплені в полон. Німці втратили лише 60 аеропланів в бою. Це наочно продемонструвало перевагу напівмонококової схеми над раніше застосовуваними.
Відповідь Антанти, тим не менше, була швидкою і ефективною. До літа 1917 року, поява нових винищувачів Royal Aircraft Factory S. E. 5, Sopwith Camel і SPAD, дозволило відновити стан справ в повітряній війні. Головною перевагою Антанти став кращий стан англо-французького двигунобудування. Крім того, з 1917 року Німеччина почала відчувати жорсткий дефіцит ресурсів.
У підсумку, до 1918 року, авіація Антанти домоглася як якісної, так і кількісної переваги в повітрі над Західним фронтом. Німецька авіація більше була не в змозі претендувати більш ніж на тимчасове досягнення локального домінування на ділянці фронту. У спробі зламати ситуацію, німці намагалися розробити нові тактичні прийоми (так, наприклад, під час літнього наступу 1918 року були вперше широко застосовані повітряні удари по аеродромах базування, з метою знищити ворожу авіацію на землі), але подібні заходи не могли змінити загальної несприятливої ситуації.

## Тактика ведення авіаційних боїв у Першу світову війну

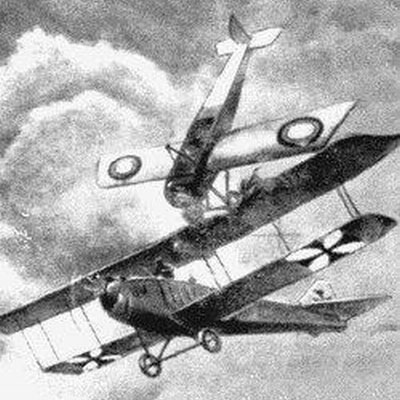
Таран Петра Нестерова під час повітряного бою.

У початковий період війни при зіткненні двох літаків бій велося з особистої зброї або за допомогою тарана. Вперше таран був застосований 8 вересня 1914 року російським асом Нестеровим. В результаті обидва літаки впали на землю. 18 березня 1915 року інший російський льотчик, Олександр Казаков, вперше застосував таран без падіння власного літака і успішно повернувся на базу. Така тактика застосовувалася в силу відсутності кулеметного озброєння та його низької ефективності. Таран вимагав від льотчика виняткової точності і холоднокровності, тому тарани Нестерова і Казакова виявилися єдиними в історії війни.
В боях пізнього періоду війни авіатори намагалися обійти літак противника збоку, і, зайшовши йому в хвіст, розстріляти його з кулемета. Цю тактику використовували і при групових боях, при цьому перемагав пілот, який виявив ініціативу та змусив противника відступити. Стиль повітряного бою з активним маневруванням і стріляниною з ближньої дистанції отримав назву «догфайт» («собача бійка») і до 1930-х домінував у поданні про повітряній війні.
Особливим елементом повітряного бою Першої світової були атаки на дирижаблі. Повітряні кораблі (особливо жорсткої конструкції) мали досить численне оборонне озброєння у вигляді турельних кулеметів, на початку війни практично не поступалися літакам швидкістю, і зазвичай істотно перевершували шивдкопідйомністю. До появи запальних куль, звичайні кулемети надавали дуже слабкий вплив на оболонку дирижабля, і єдиним способом збити повітряний корабель було пролетіти прямо над ним, скинувши на кіль корабля ручні гранати. Кілька дирижаблів було збито, але в цілому, в повітряних боях 1914—1915 років дирижаблі зазвичай виходили переможцями з зустрічей з літаками.
Становище змінилося в 1915 році, з появою запальних куль. Вони дозволяли запалити змішаний з повітрям водень, що витікав через пробиті кулями отвори, і викликати знищення всього повітряного корабля.

## Тактика бомбардувальних операцій
На початку війни, жодна країна не мала на озброєнні спеціалізованих авіаційних бомб. Німецькі цепеліни проводили перші бомбардувальні вильоти в 1914 році, використовуючи звичайні артилерійські снаряди з приробленими матер'яними плоскостями, літаки скидали на позиції противника ручні гранати. Пізніше були розроблені спеціальні авіаційні бомби. В ході війни найактивніше застосовувалися бомби вагою від 10 до 100 кг. Найважчими авіаційними боєприпасами, застосованими в роки війни, були спочатку 300-кілограмова німецька авіабомба (скидалася з цепелінів), 410-кілограмова російська авіабомба (застосовувалася бомбардувальниками «Ілля Муромець») і 1000-кілограмову авіабомба, яку застосували в 1918 році по Лондону з німецьких багатомоторних бомбардувальників «Цеппелін-Штаакен»
Пристосування для бомбометання на початку війни були дуже примітивні: бомби скидалися вручну за результатами візуального спостереження. Удосконалення зенітної артилерії і виникнення в результаті цього необхідності збільшення висоти і швидкості бомбардування спричинили створення телескопічних бомбових прицілів і електричних бомботримачів.
Крім авіабомб, розвивалися й інші види авіаційного зброї. Так, всю війну аеропланами успішно застосовувалися метальні стрілки-стрілки-флешети, які скидали на піхоту і кавалерію противника. У 1915 році, англійський флот вперше успішно застосував під час Дарданельскої операції торпеди, що запускаються з гідролітаків. В кінці війни, були розпочаті перші роботи зі створення керованих і планують[хто?] авіабомб.

## Протидія авіації

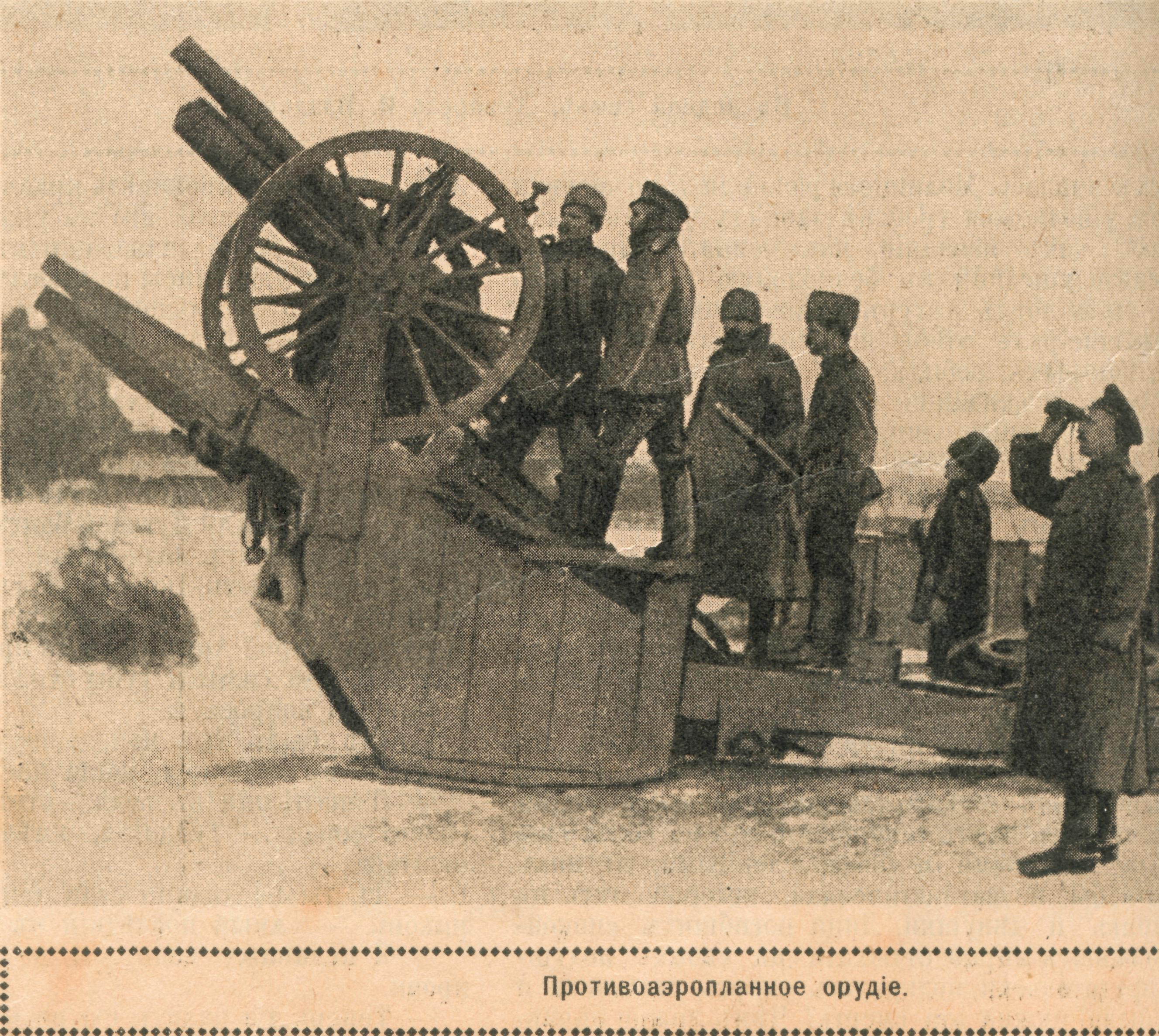
3-й артилерійський дивізіон, Російсько-німецький фронт, російська протиаеропланна гармата, 1916 рік (76-мм дивізійна гармата зразка 1902 року).

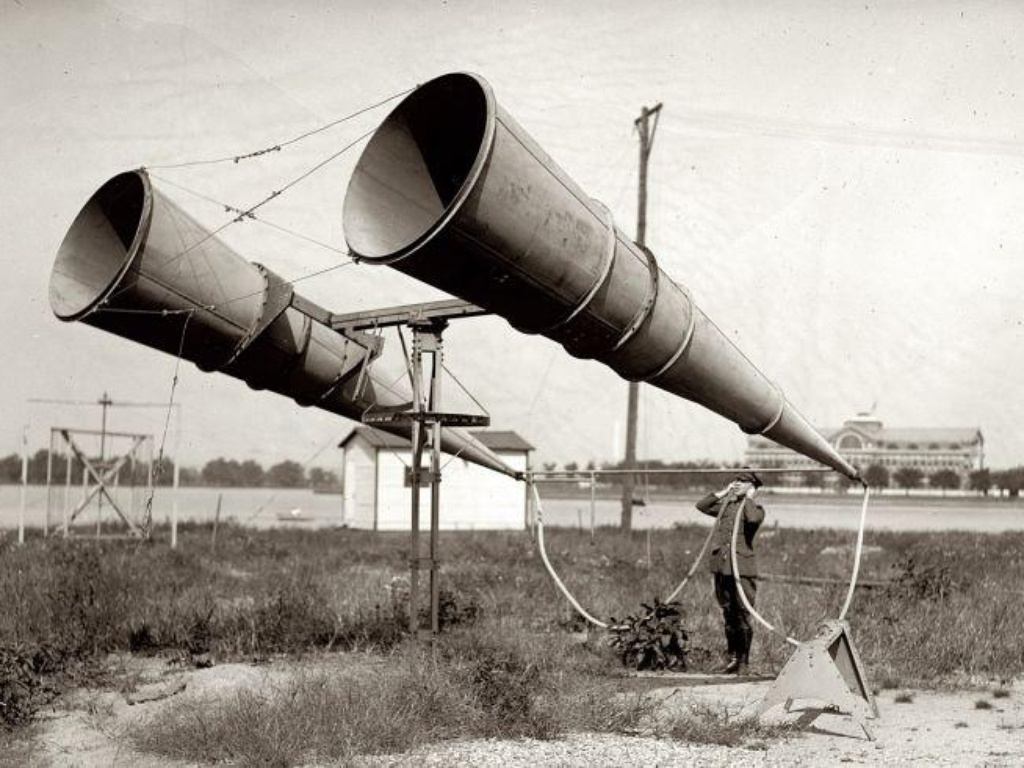
Засоби звукового спостереження часів першої світової війни.

Після початку війни стали з'являтися спеціальні зенітні гармати і кулемети. Спочатку вони представляли собою гірські гармати зі збільшеним кутом піднесення ствола, потім, у міру зростання загрози, були розроблені спеціальні зенітні гармати, здатні послати снаряд на велику висоту. З'явилися як стаціонарні батареї, так і рухливі, на автомобільній або кавалерійської базі і навіть зенітні частини самокатників. Для нічних зенітних стрільб активно застосовувалися зенітні прожектори.
Особливого значення набуло раннє попередження про повітряний напад. Час підйому літаків-перехоплювачів на велику висоту в Першу світову було значним. Щоб забезпечити попередження про появу бомбардувальників, почали створюватися ланцюги постів передового виявлення, здатних виявити ворожі літаки на значній відстані від їх мети. До кінця війни почалися експерименти з звуколокацією, виявленням літаків по шуму моторів.
Найбільший розвиток в Першу світову отримала протиповітряна оборона Антанти, яка була вимушена боротися з німецькими нальотами на свої стратегічні тили. До 1918 року, в ППО центральних районів Франції та Великої Британії перебували десятки зенітних гармат і винищувачів, складна мережа пов'язаних телефонними дротами постів звуколокації та передового виявлення. Проте, забезпечити повний захист тилів від повітряних нападів не вдавалося: і в 1918 році німецькі бомбардувальники здійснювали нальоти на Лондон і Париж. Досвід Першої світової в плані протиповітряної оборони був підсумований в 1932 році Стенлі Болдвін у фразі «бомбардувальник завжди знайде дорогу» («The bomber will always get through»).
Протиповітряна оборона тилів Центральних Держав, що не піддавалися істотним стратегічним бомбардуванням, була набагато слабше розвинута і до 1918 року перебувала, по суті справи, в зародковому стані..